# Crescendo

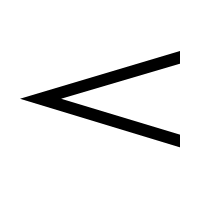
Figura 1. Regulador de crescendo.

En música y en notación musical, el crescendo (del italiano "creciendo") es el aumento gradual de la intensidad del sonido, es decir, un matiz dinámico de transición. La indicación opuesta al Crescendo es decrescendo.

## Descripción
Esta indicación pertenece a la categoría conocida como dinámica de transición, que hace referencia a que la intensidad de uno o más sonidos puede ser aumentada o disminuida de forma paulatina. 
Estas son las indicaciones directamente relacionadas con el término crescendo:
| Incremento de la intensidad | Incremento de la intensidad | Incremento de la intensidad | Incremento de la intensidad             |
| Nombre                      | Abreviatura                 | Signo                       | Significado                             |
| --------------------------- | --------------------------- | --------------------------- | --------------------------------------- |
| Crescendo                   | cresc.                      |                             | Incremento progresivo de la intensidad. |
| Accrescendo                 | accresc.                    |                             | Incremento progresivo de la intensidad. |
| Aumentando                  | aum.                        |                             | Incremento progresivo de la intensidad. |
| Rinforzando                 | rf., rfz., rinf. o rinforz. |                             | Reforzando el sonido progresivamente.   |

La ejecución de la dinámica musical es relativa y suele ser subjetiva. Depende del estilo o periodo histórico al que pertenezca la obra, ya que existen ciertos convencionalismos estéticos; pero también depende de la consideración personal y condición emocional del intérprete. Los matices como forte o piano no tienen un significado preciso ya que son indicaciones relativas y dependerán de la graduación de dinámicas que se utilice en una determinada obra. Cuando en una composición el matiz de mayor intensidad es fortissimo (fff), forte (f) será un matiz de intensidad intermedia. Asimismo, habrá que tener en cuenta la acústica del espacio donde se va a interpretar la pieza. En una sala de concierto grande deberán exagerarse los matices, mientras que un lugar pequeño requerirá lo contrario.
Es igualmente subjetiva la ejecución de dinámicas de transición como los crescendi y decrescendi, puesto que dejan al intérprete un amplio margen para decidir de qué matiz parte y en cual finaliza.

## Representación gráfica
Este matiz dinámico puede aparecer representado en las partituras o partichelas mediante unas indicaciones especiales que suelen colocarse por debajo del pentagrama, concretamente bajo la nota donde empieza dicha dinámica. Para señalar en notación musical el aumento progresivo de la intensidad se puede emplear indistintamente cualquiera de estas tres opciones:
- El término crescendo. En la mayoría de los casos estos nombres están en italiano, aunque es posible encontrar también indicaciones en otros idiomas especialmente en composiciones de los últimos tiempos.
- La abreviatura del término cresc. Se toma el término anterior y se representa de forma abreviada con las letras en cursiva.
- Un signo gráfico que se conoce como regulador y se emplea para indicar una variación paulatina de la intensidad del sonido. El signo presenta una forma de cuña abierta por el lado derecho que se va cerrando hacia el lado izquierdo.

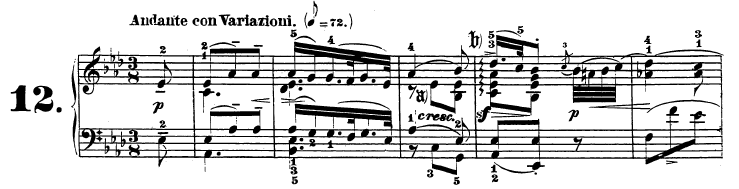
Figura 2. Muestra de notación.

La obra se sigue tocando a la intensidad decreciente marcada desde el punto donde aparece el término o abreviatura en adelante hasta que aparezca una nueva indicación de dinámica. En el caso de estar representado el crescendo mediante un regulador, el propio signo señala en qué punto se debe comenzar y en qué punto se debe finalizar el aumento gradual de intensidad.

## Historia y ejemplos
La utilización de estos matices se generaliza a partir del Clasicismo, segunda mitad del siglo XVIII, con el propósito de que el intérprete lograra una ejecución más cercana a la idea del compositor. En el segundo tercio del siglo XVIII, cuando aún la indicación de dinámica era algo excepcional, sólo afectaba a la frase o motivo en cuestión. Pero desde finales del XVIII hasta nuestros días, el intérprete ha de mantenerla hasta que aparezca un nuevo indicador de dinámica.
A partir del siglo XVIII la dinámica musical asumió una significación propia e independiente. Prima la dinámica de transición que se asienta sobre todo en los crescendi y diminuendi, por encima de la dinámica de grados del Barroco. La orquesta de Mannheim es conocida por haber aplicado estas dinámicas por primera vez.
A lo largo del siglo XX aparecieron una serie de símbolos que venían a complementar a los reguladores:
- Un regulador de crescendo que se ensancha repentinamente en la parte final, significa que el crescendo debe acelerarse con un efecto dramático al final. Por su parte, un regulador de diminuendo que se inicia ensanchado y se abrevia súbitamente, implica el efecto inverso al anterior.
- Una línea recta que en su parte final presenta un ensanchamiento repentino, supone la interpretación de un matiz estable hasta el efecto súbito del final.
- Un regulador de diminuendo que aparece seguido de un pequeño círculo, indica que se debe reducir la fuerza hasta alcanzar la desaparición total del sonido. Por el contrario, un regulador de crescendo precedido del pequeño círculo supondrá un aumento de la intensidad que parte del silencio.

Entre los ejemplos más célebres de aplicación de este matiz dinámico se encuentra en el Bolero de Maurice Ravel. Se trata de un ballet para orquesta que solo utilizaría un tema y un contra-tema repetidos y en el que el único elemento de variación provendría de los efectos de orquestación que sustentarían un inmenso crescendo a lo largo de toda la obra.